# Duke Nukem (postać)
Duke Nukem – bohater serii gier komputerowych o tej samej nazwie autorstwa 3D Realms. Z wyjątkiem Duke Nukem II, gdzie głosu postaci użyczył Joe Siegler, aktorem dubbingującym był Jon St. John.